# Chiesa delle Stimmate di San Francesco
La chiesa delle Stimmate di San Francesco è un edificio sacro di Arezzo.
L'edificio è stato realizzato nel 1925.  
La facciata è decorata con un rilievo con Miracoli di san Francesco eseguito da Bartolo Bartoli all'inizio del Novecento.